# Alpe de Siusi
L'Alpe de Siusi (en alemany Seiser Alm, en ladí Mont Sëuc) és l'altiplà més alt d'Europa. Està situat a les Dolomites, Itàlia a una altitud mitjana de 1.850 m i s'estén sobre 52 km² entre la vall Gardena al nord, les muntanyes del Sciliar al sud-est i del Sassolungo al nord-est.

## Geografia
L'altiplà és situat a la part occidental de les Dolomites, a una altitud entre 1.680 m i  2.350 m i amb el seu perfil atípic, representa un dels símbols més famosos de les Dolomites. Atesa l'extensió de la regió, és possible admirar diversos altres massissos muntanyosos des de l'altiplà: entre d'altres, el grup Sella, el Seceda, el Catinaccio i la Marmolada.
L'Alpe de Siusi és un altiplà dividit en nombroses parcel·les dedicades a la pastura. Els pagesos hi recullen fenc per a les seves granges situades riu avall.

Vista panoràmica de l'Alpe de Siusi

### Pics al voltant
L'altiplà ofereix una vista panoràmica de 360°; des del nord i en el sentit de les agulles del rellotge, es pot admirar: Sass de Putia (2.873 m), els grups Odle i Pudiu (3.025 m), el Gran Cir, el grup Sella (3.152 m), el Sassolungo (3.181 m) i Sassopiatto (2.995 m), la Marmolada (3.343 m), el Comporta di San Martino, les torres del Vajolet, el grup Catinaccio (2.981 m), amb el pic Catinaccio d'Antermoia (3.002 m) i l'Sciliar (2.450 m).

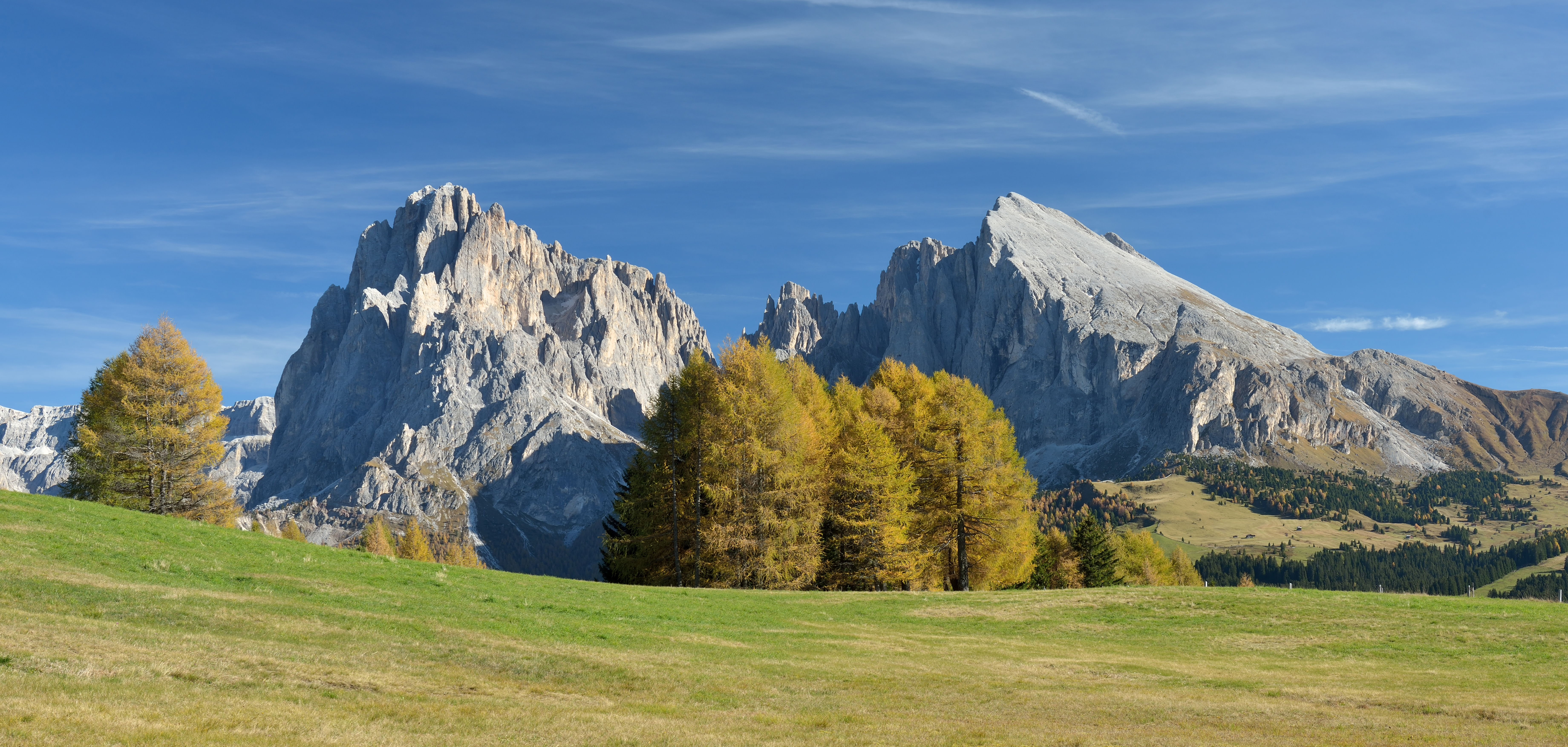
Vista del Sassolungo des del Alpe de Siusi.
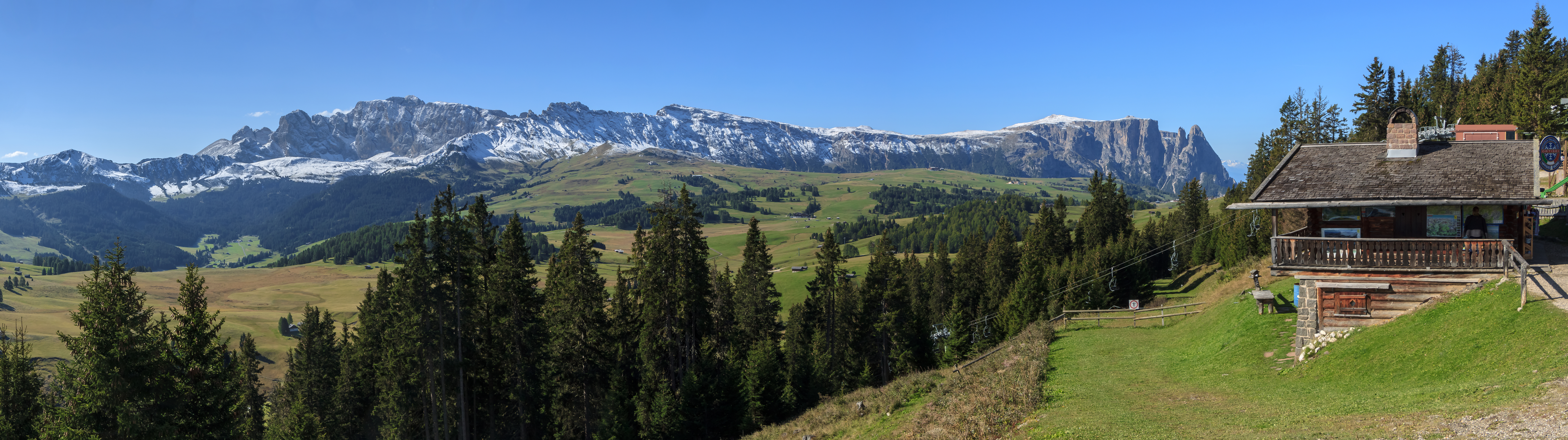
Vista des del restaurant Mont Seuc.
Vista des de Castelrotto cap a l'est del Alpe de Siusi, el Tofane (a 30 km), el Sassolungo i el Sassopiatto a les Dolomites.

## Demografia

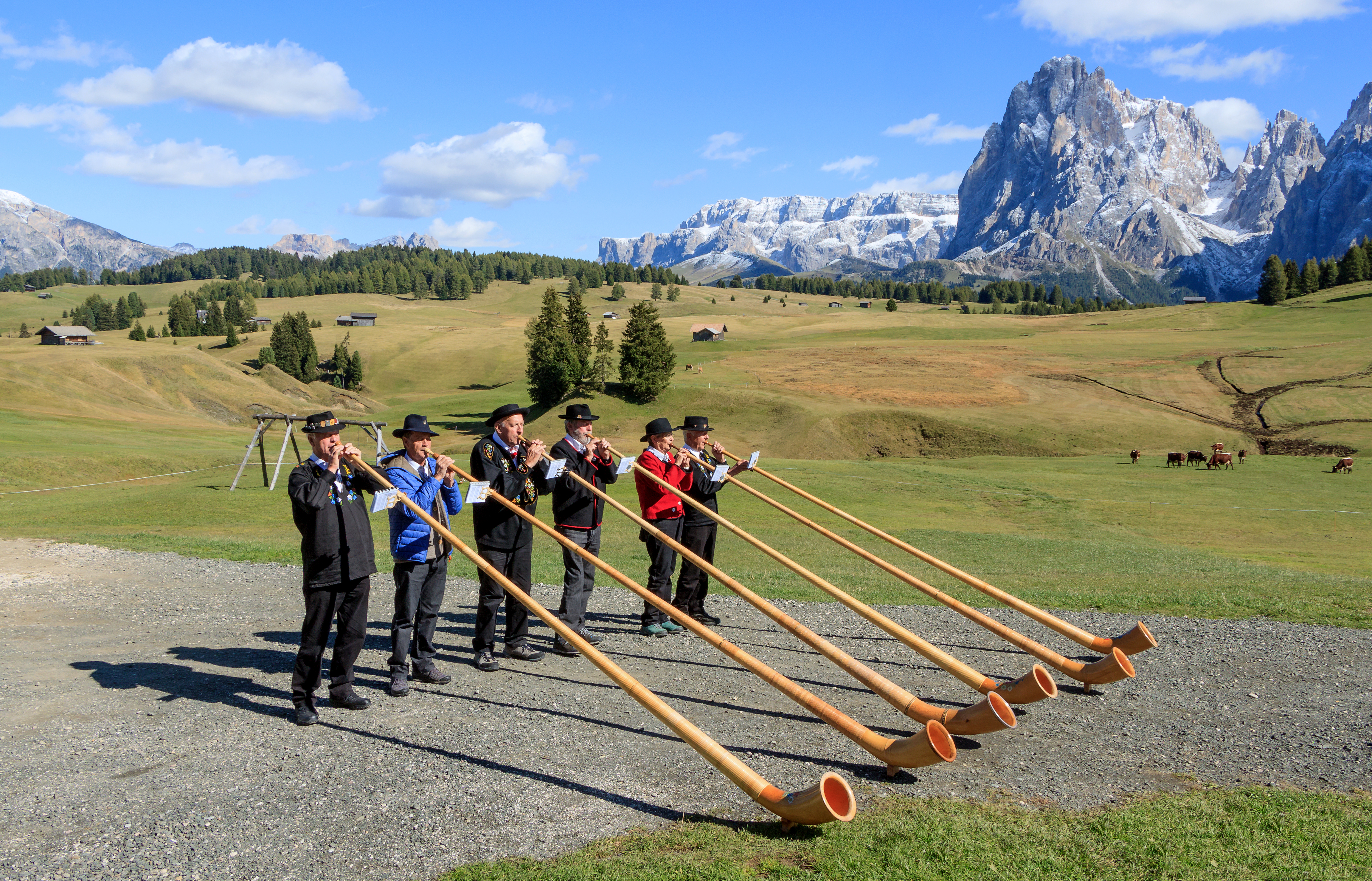
Intèrprets de corn dels Alps a l'Alpe de Siusi.

L'Alpe de Siusi pertany al municipi de Kastelruth.
Existeixen dos principals centres habitats: Compatsch-Copaccio (1.825 m), a l'entrada de l'altiplà, i Saltria (1.700 m). Desenes de refugis de muntanya estan escampats per l'altiplà, molts dels quals tenen un menjador o un saló d'estil tirolès obert al públic durant les temporades turístiques.

## Turisme
La regió és rica en infraestructures per al turisme estival i hivernal (hotels, bars, restaurants, refugis, arrendament d'esquís, de surf de neu i de bicicletes, botigues de roba i de records) i és connectada als municipis veïns d'Urtijëi a la Gherdëina i Siusi per remuntadors mecànics. Amb Val Gardena, l'Alpe di Siusi és un dels 12 dominis esquiables del Dolomiti Superski. Existeix dues escoles d'esquí (Alpe di Siusi i Sciliar 3000).
L'Alpe de Siusi és accessible en cotxe des de la carretera que connecta Castelrotto a Siusi allo Sciliar (via privada amb restricció d'horaris) o des de Monte Pana (al municipi de Santa Cristina di Val Gardena) en autobús alguns mesos de l'any (la carretera està tancada al tràfic privat). És igualment accessible pels telecabines Siusi-Alpe di Siusi i Ortisei-Alpe di Siusi.

### Història del turisme hivernal
A partir dels primers decennis del segle xx, els pendents suaus de l'Alpe de Siusi van començar a ser la destinació dels primers aficionats d'esports d'hivern. Des de l'estiu de 1934, l'obertura del telefèric Ortisei-Alpe di Siusi permet arribar al vast altiplà en pocs minuts. El nombre de visitants de l'Alpe va augmentar ràpidament. El gener de 1938, s'inaugura l'estació d'esquí. Als anys quaranta, és construït el primer telecadira monoplaça. La sortida se situa just a sota del Piz, i porta els esquiadors al refugi Icaro. Gràcies a les extraordinàries vistes des del telecadira, aquest va ser rebatejat Panorama. Al final dels anys seixanta, l'estació arriba a les seves dimensions actuals. L'any 1988, el telecadira monoplaça Panorama va ser reemplaçat per un telecadira de quatre places, el primer de l'estació.
L'any 2002, es va inaugurar el telefèric Siusi-Alpe di Siusi. L'any 2009, el telecadira monoplaça Puflatsch/Bullaccia va ser reemplaçat per un telemix, el primer inaugurat a les Dolomites.

## Ciclisme
El Alpe de Siusi ha estat l'arribada de la 5a etapa del Giro 2009 a la sortida d'una curta etapa de 125 km. Denis Menchov va guanyar aquesta etapa davant Danilo Di Luca.
Alguns anys més tard l'any 2016, l'Alpe de Siusi va ser de nou l'arribada del Giro en la 15a etapa, una contrarellotge en pujada de 10 km. Aleksandr Folíforov la va guanyar en 28 min 39 s davant del mallot rosa Steven Kruijswijk amb el mateix temps.